# 관음증

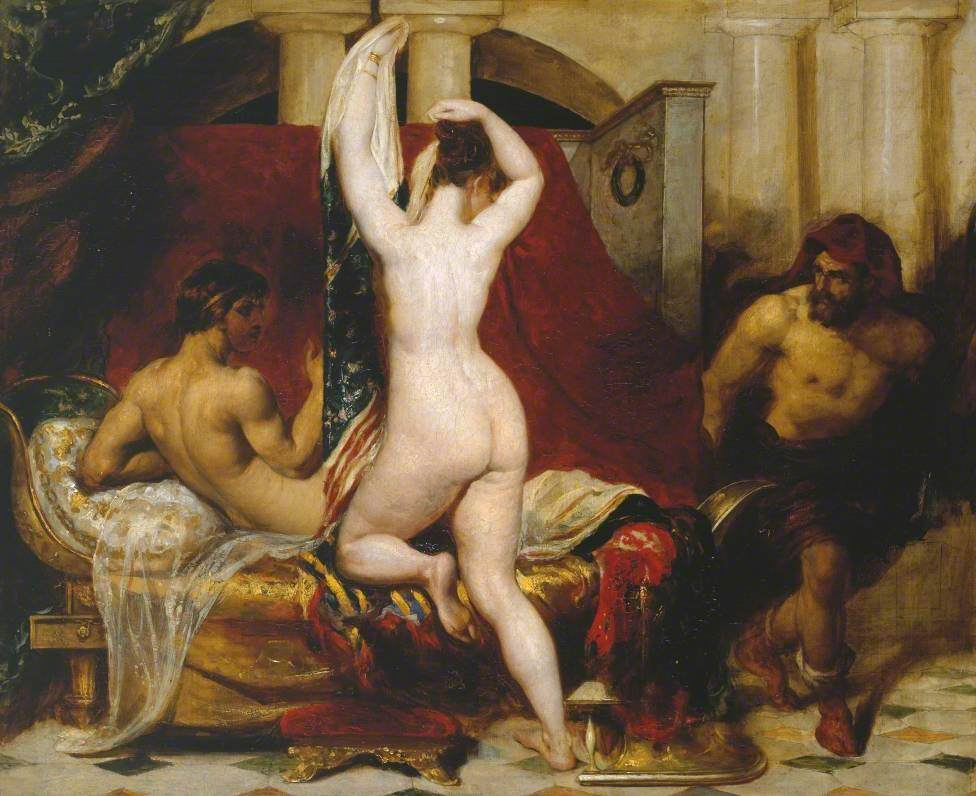

관음증(觀淫症, voyeurism)은 성적 도착증 중 하나로, 다른 사람의 알몸이나 성행위를 몰래 보거나 촬영을 하여 성적 흥분을 느끼는 것을 말한다. 대한민국에서는 타인에게 이러한 행위로 피해를 준 경우에는 범죄행위로 처벌 받을 수 있다.

## 같이 보기
- 노출증
- 요지경
- 시선공포증
- 성적 매력
- 스트립쇼
- 존스 홉킨스 병원